# シャスタ (給兵艦)
| シャスタ |                                   |
| 艦歴     |                                   |
| 起工     | 1969年11月10日                    |
| 進水     | 1971年4月3日                      |
| 就役     | 1972年2月4日                      |
| 退役     |                                   |
| その後   |                                   |
| 除籍     |                                   |
| 性能諸元 |                                   |
| 排水量   | 空荷：10,417トン 満載：18,088トン |
| 全長     | 564 ft (172 m)                    |
| 全幅     | 81 ft (25 m)                      |
| 喫水     | 25.7 ft (7.9 m)                   |
| 速力     | 20 ノット (37 km/h)               |
| 乗員     | 民間人133名                       |

シャスタ (USS Shasta, T-AE-33) はアメリカ海軍が運用している補給艦。キラウエア級給兵艦の6番艦であり、アメリカ海軍における同名の艦としては2代目である。カリフォルニア州のシャスタ山にちなんで命名された。

## 艦歴
1969年11月10日にミシシッピ州のインガルス造船所で起工された。1971年4月3日に進水、1972年2月4日にサウスカロライナ州チャールストンでウォーレン・C・グラハム大佐指揮の基に給兵艦(AE-33)として就役している。
艦の受領後、1972年5月22日にキューバのグァンタナモ湾へ向かい、そこで6月10日まで訓練を行った。その後、カリフォルニア州コンコードを母港にし、極東海域や太平洋海域で活動した。
1997年10月1日に軍事海上輸送司令部に移管され、武装は撤去し、民間人乗員によって運航されている。船体番号もT-AE-33に変更されている。